# Người Peru bản địa

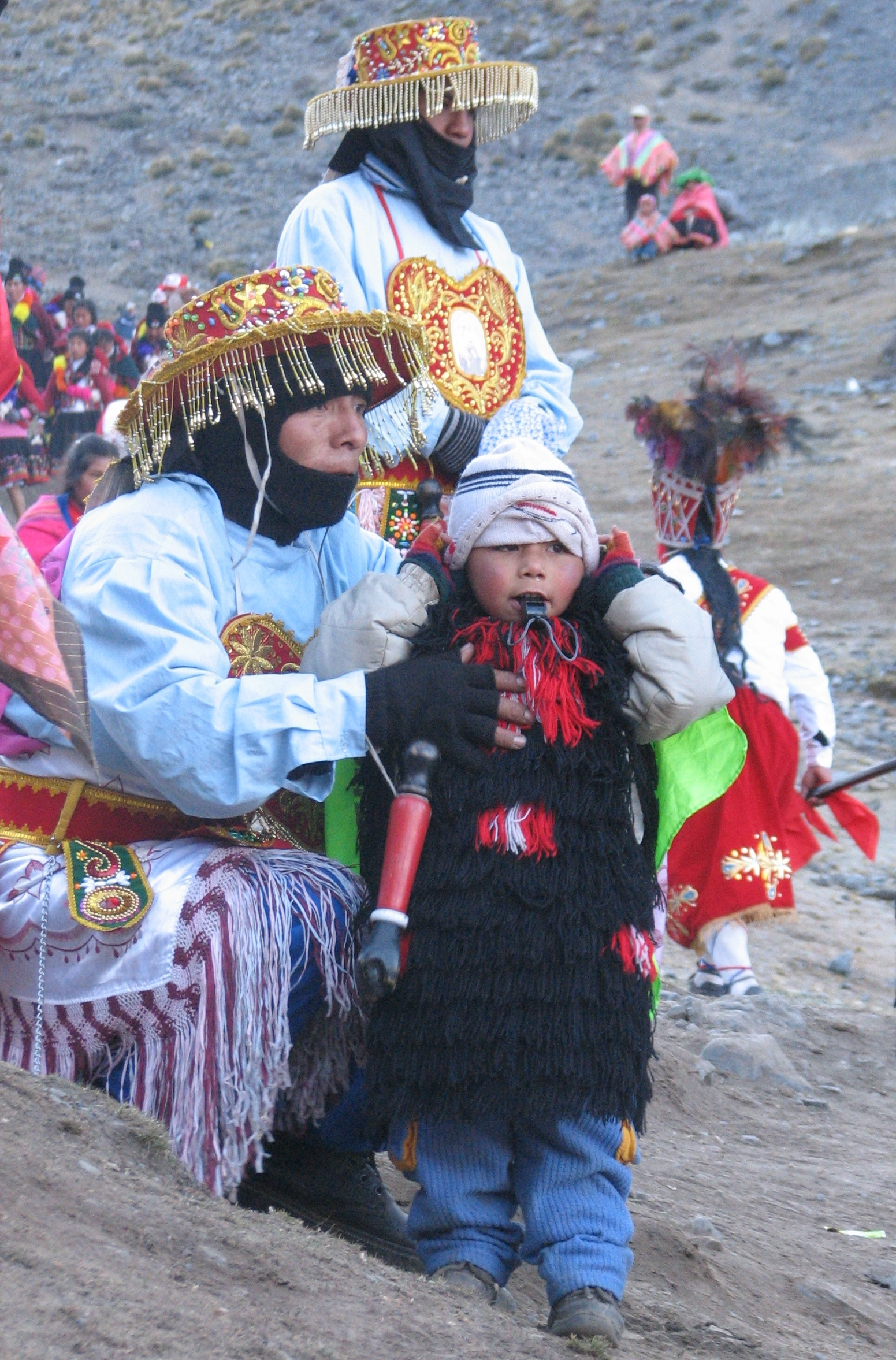
Các vũ công tại Quyllurit'i, một lễ hội bản địa ở Peru

Người Peru bản địa (tiếng Tây Ban Nha: Peruanos) là người Mỹ bản địa của các nhóm có văn hóa Andes và Amazonia sống ở Peru. Quốc gia có nhiều người Mỹ nhất có khoảng 45% là người Peru. Trong khu vực Amazon có hơn 65 nhóm dân tộc trong đó có hơn 16 loại ngôn ngữ được sử dụng và có 17 dân tộc bản địa.
Người Peru bản địa bao gồm một số lượng lớn các nhóm dân tộc sống trên lãnh thổ ở Peru ngày nay. Các nền văn hóa bản địa đã phát triển ở đây từ hàng ngàn năm trước khi người Tây Ban Nha xuất hiện vào năm 1532.
Năm 2017, có khoảng 5.972.606 người bản địa Peru và chiếm 25,7% tổng dân số Peru. Vào thời điểm bị Tây Ban Nha xâm chiếm, người dân bản địa sinh sống trong rừng mưa của lưu vực sông Amazon ở phía đông dãy Andes chủ yếu là các bộ lạc bán du mục; họ sống nhờ săn bắn thú rừng, đánh cá, hái lượm và nông nghiệp. Những dân tộc sống ở Andes và phía tây bị thống trị bởi Đế chế Inca, người có nền văn minh phức tạp, có phân thứ bậc. Nó đã phát triển thành nhiều thành phố, xây dựng những ngôi đền và tượng đài lớn với kỹ thuật chạm khắc có tay nghề cao.
Nhiều quốc gia và bộ lạc Peru ước tính có từ 1500 trước đã chết vì kết quả của việc bị xâm chiếm bởi thực dân Tây Ban Nha ở châu Mỹ, đặc biệt là do tiếp xúc với các bệnh truyền nhiễm Á-Âu giữa các thuộc địa, mà họ không có được cách miễn dịch.
Hậu duệ của các đoàn thể bản địa và Tây Ban Nha được coi là phần mestizo ("chủng tộc hỗn hợp") của dân số Peru. Tất cả các nhóm bản địa Peru như Urarina và thậm chí cả những người sống biệt lập ở những khu vực xa xôi nhất của rừng nhiệt đới Amazon như Matsés, Matis và Korubo đã thay đổi cách sống của họ ở một mức độ nào đó dưới ảnh hưởng của văn hóa Âu-Peru. Họ đã thông qua việc sử dụng vũ khí và các mặt hàng sản xuất khác và buôn bán hàng hóa từ một xã hội chính thống Peru. Tuy nhiên, nhiều nhóm bản địa làm việc để duy trì các tập quán và bản sắc văn hóa truyền thống.

## Các dân tộc bản địa
- Aimara
- Amahoaka
- Bora
- Coca-Cola
- Kokamila
- Khuwaru
- Kufan
- Matzas
- Miloruna
- Mu Nam
- Ukaina
- Shipibo
- Ticona
- Orania
- Vito/Huiototo
- Yagoa
- Yukona